# Oxytropis latibracteata
Oxytropis latibracteata är en ärtväxtart som beskrevs av Boris Alexandrovich Jurtzev. Oxytropis latibracteata ingår i släktet klovedlar, och familjen ärtväxter. Inga underarter finns listade i Catalogue of Life.